# Antroposofische Vereniging
De Antroposofische Vereniging verenigt “mensen, die het zieleleven in de mens individueel en in de menselijke samenleving willen ontwikkelen op grondslag van de door Rudolf Steiner vertegenwoordigde  geesteswetenschap, de antroposofie“. Zij stelt zich ten doel “het bestuderen, beoefenen en verbreiden van deze geesteswetenschap”. Daarmee wil zij een spiritueel gefundeerde bijdrage leveren aan de menselijkheid in de wereld van heden en morgen. Een centrale plaats bij de realisering van dit doel neemt de Vrije Hogeschool voor Geesteswetenschap in, met als hoofdvestiging het Goetheanum te Dornach. Concreet wordt de werkzaamheid van de vereniging in haar vele werkgebieden zoals vrije scholen, heilpedagogie, Sociale Driegeleding, biologisch dynamische landbouw, antroposofische geneeswijze, euritmie en spraakvorming.  

## Geschiedenis
De Antroposofische Vereniging, opgericht in 1923, is voortgekomen uit de Antroposofische beweging, die door Rudolf Steiner in 1913 werd opgericht nadat hij uit de Theosofische Vereniging gezet was door Annie Besant, vanwege het niet toelaten van leden van de Orde van de Ster van het Oosten aan de Duitse afdeling van de Theosofische Vereniging, waar Steiner, samen met zijn vrouw Marie von Sivers, sinds 1902 lid van waren geweest. Er waren diepgaande meningsconflicten omtrent het uitroepen van Jiddu Krishnamurti tot Maitreya Boeddha door Annie Besant.

## Organisatie

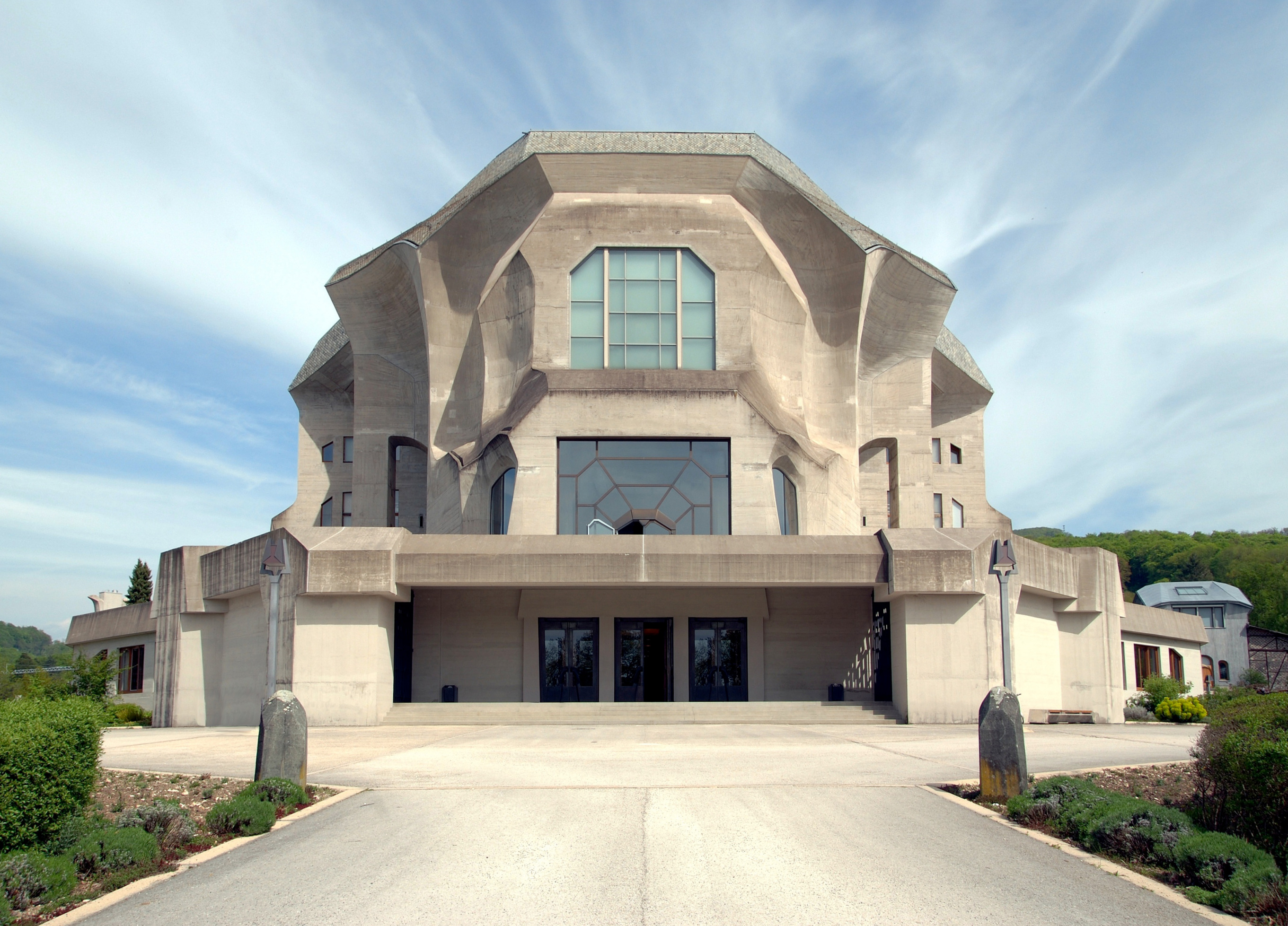
Goetheanum te Dornach, Zwitserland

Het internationale centrum van de Antroposofische Vereniging is gevestigd te Dornach, Zwitserland, net ten zuiden van Bazel, in het door Steiner ontworpen Goetheanum. Over de hele wereld bestaan er vele afdelingen van de vereniging. Van het eerste bestuur waren twee vrouwen lid, Elisabeth Vreede en Ita Wegman. Zij werden na het overlijden van Steiner allebei uit het bestuur gezet. 
in Nederland is het landelijk secretariaat gevestigd te Zeist en de landelijke, voor iedereen toegankelijk bibliotheek in Den Haag.
In België deelt de Antroposofische Vereniging haar kantoor met Mercurius, ontwikkelfonds voor de antroposofie, gevestigd in Gent.